# Isosaari (ö i sjön Hirvijärvi, Pieksämäki)
Isosaari är en ö i Finland. Den ligger i Hirvijärvi och i kommunen Pieksämäki i den ekonomiska regionen  Pieksämäki  och landskapet Södra Savolax, i den centrala delen av landet, 260 km norr om huvudstaden Helsingfors. Öns area är 20,4 hektar och dess största längd är 0,9 kilometer i nord-sydlig riktning.